# Estação Pitimbu
A Estação Pitimbu é uma das estações do Sistema de Trens Urbanos de Natal, situada em Natal, entre a Estação Prómorar e a Estação Cidade Satélite. Faz parte da Linha Sul.
Foi inaugurada em 28 de dezembro de 1881. Localiza-se na Rua Doutor Francisco de Sá, no conjunto Cidade Satélite. Atende o bairro do Pitimbu.